# Leucanopsis lua
Leucanopsis lua är en fjärilsart som beskrevs av Dyar 1910. Leucanopsis lua ingår i släktet Leucanopsis och familjen björnspinnare. Inga underarter finns listade i Catalogue of Life.